# 許起鳳
許起鳳（?—?），字云衢，号梧轩，浙江昌化县人，清朝政治人物、進士出身。
乾隆十七年，登進士，乾隆二十七年，任寶雞縣知縣，任內編撰《寶雞縣誌》。